# Mark Freidlin
Mark Iosifovich Freidlin (em russo:  Марк Иосифович Фрейдлин; Moscou, 1938) é um matemático russo-estadunidense, especialista em teoria das probabilidades, professor de matemática da Universidade de Maryland.
Começou a estudar matemática na Universidade Estatal de Moscou aos 16 anos de idade, onde obteve um grau de Candidato de Ciências em 1962, orientado por Eugene Dynkin. Em 1970 obteve o Doktor nauk. Contudo, o crescente anti-semitismo na União Soviética o impediu de viajar, forçando-o a transferir-se do Departamento de Mecânica e Matemática da Universidade Estatal de Moscou para o Departamento de Biologia (com Andrei Kolmogorov ajudando-o a encontrar este posto). Em 1979 decidiu seguir para os Estados Unidos, mas foi impedido de sair da Rússia; apesar de ter sido proibido de obter um trabalho permanente pelos próximos oito anos, continuou a trabalhar e publicar suas obras sobre matemática. Finalmente em 1987 foi para a Universidade de Maryland.
Freidlin foi palestrante convidado do Congresso Internacional de Matemáticos em Berlim (1998: Random and deterministic perturbations of nonlinear oscillators). Tornou-se Distinguished Professor em Maryland em 2000. Em maio de 2003 ocorreu uma conferência sobre "Asymptotic Problems in Stochastic Processes and PDE's" na Universidade de Maryland em comemoração de seu aniversário de 65 anos. Em 2012 foi um dos inaugural fellows da American Mathematical Society.